# Киселёв, Николай Никитич
Николай Никитич Киселёв (1928—1997) — советский и российский учёный-филолог, доктор филологических наук, профессор.
Автор 55 научных работ, в том числе монографии.

## Биография
Родился 19 декабря 1928 года в селе Щучье Петропавловского округа Казакской АССР (ныне — Мамлютский район Северо-Казахстанской области Казахстана) в семье Никиты Никитича (1910—1961) и Таисия Михайловна (1910—1985) Киселёвых.
Семья переехала в город Сталинск (ныне Новокузнецк), где отец работал на строительстве Кузнецкого металлургического комбината. С 1940 году семья жила в городе Ленинск-Кузнецкий.
В 1943 году, после восьми классов школы, Николай поступил на электромеханическое отделение Ленинск-Кузнецкого горного техникума. Окончив техникум в 1948 году, работал механиком шахты 7/8 треста «Копейскуголь» в городе Копейске Челябинской области. В это время начал интересоваться литературным творчеством и посещал литературную группу при редакции газеты «Ленинский шахтер». В 1949 году он поступил на филологическое отделение историко-филологического факультета Томского государственного университета (ТГУ), который в 1954 году окончил с отличием по специальности «Русский язык и литература» с присвоением квалификации «филолог».
С сентября 1954 года Николай Киселёв — аспирант кафедры советской литературы Томского государственного университета, с сентября 1957 года работал ассистентом кафедры русской литературы и в 1959 году защитил кандидатскую диссертацию на тему «Пьесы „Человек с ружьем“ и „Кремлёвские курсанты“ как этап творческой эволюции Н. Погодина». После этого с 1961 года работал старшим преподавателем, а с 1963 году доцентом кафедры советской литературы ТГУ. С марта 1961 года являлся заместитель декана, с сентября 1962 по ноябрь 1963 года — деканом историко-филологического факультета.
В 1967—1969 годах — старший научный сотрудник и одновременно докторант ТГУ, с февраля 1969 года — заведующий кафедрой советской литературы. В 1973 году защитил докторскую диссертацию на тему «Русская советская комедия 20-30-х годов: проблемы типологии жанра», в 1977 году утвержден ВАК СССР в ученом звании профессора кафедры советской литературы. С 1974 по 1981 год — декан филологического факультета Томского университета. Воспитал ряд кандидатов и докторов наук.
Наряду с научно-педагогической, занимался общественной деятельностью. Член КПСС с 1954 года. Во время обучения в ТГУ избирался комсоргом группы, секретарём бюро ВЛКСМ факультета и затем университета. Также работал заместителем секретаря, секретарём партбюро факультета, членом парткома вуза. Был председателем художественного совета Дома учёных и председателем библиотечного совета Научной библиотеки Томского государственного университета, председателем экспертного совета по литературоведению Западно-Сибирского региона и членом специализированного совета по защите диссертаций при Уральском университете.
Был награждён орденом Дружбы народов (1981) и медалями, Заслуженный деятель науки РФ (1995).
Умер 31 декабря 1997 года в Томске.
Н. Н. Киселёв был женат на Ольге Николаевне Ерофеевой, также выпускнице Томского государственного университета, доценте кафедры русского языка филологического факультета этого же вуза. Их дочь Елена окончила механико-математический факультет Томского государственного университета, стала учёным, кандидатом физико-математических наук, преподаёт в их родном вузе.